# Ретиноїд

Ретиноїдні сполуки 1, 2, 3 покоління.

Ретиноїди — це клас хімічних сполук, які є природними похідними вітаміну А або хімічно споріднені з ним. Синтетичні ретиноїди використовуються в косметиці, клінічній дерматології та лікуванні деяких форм раку. 
Ретиноїди залучені у важливі функції  організма, включаючи зір,  регуляцію проліферації та диференціації шкіри, ріст кісткової тканини, імунну функцію  та чоловічу фертильність. 
Біологія ретиноїдів складна, вони мають добре доведену ефективність у лікуванні станів, від гострого промієлоцитарного лейкозу до акне та фотостаріння.  З іншого боку, ретиноїди можуть викликати метаболічну дисфункцію та, принаймні в деяких формах, бути канцерогеном.  

## Класифікація
Ретиноїди поділяються на чотири покоління на основі їх молекулярної структури та селективності. 
| Покоління          | опис | Сполуки                                                                        |
| ------------------ | --- | ------------------------------------------------------------------------------ |
| Перше покоління    | Ізомери та природні сполуки | ретинол, ретиналь, третиноїн (ретиноєва кислота), ізотретиноїн та алітретиноїн |
| Друге покоління    | Синтетичні аналоги, розроблені для перорального застосування. Місцево доступних препаратів другого покоління ретиноїдів немає. | етретинат і його метаболіт ацитретин                                           |
| Третє покоління    | Похідні ретиноїдної бензойної кислоти                                                                                          | адапален, бексаротен і тазаротен                                               |
| Четверте покоління | Місцевий ретиноїд із селективністю до рецептора RAR, розташованого в епідермісі.                                               | Трифаротин, селетиноїд G                                                       |

## Структура
Структура гідрофобної молекули ретиноїду складається з циклічної кінцевої групи, полієнового бічного ланцюга та полярної кінцевої групи. Кон’югована система, утворена чергуванням подвійних зв’язків C=C у бічному ланцюзі полієну, що відповідає за колір ретиноїдів (як правило, жовтий, оранжевий або червоний). Отже, багато ретиноїдів є хромофорами. Чергування бічних ланцюгів і кінцевих груп створює різні класи ретиноїдів.
Ретиноїди першого покоління виробляються в організмі природним шляхом і взаємодіють зі своїми звичайними біологічними контрагентами, такими як ретинолзв’язуючий білок 4 для ретинолу, ретиноїдні рецептори для повністю транс-ретиноєвої кислоти або 9-цис-ретиноєвої кислоти.  Біологічний шлях 13-цис-ретиноєвої кислоти невідомий, але, здається, він діє як фактор росту. 
Ретиноїди другого покоління мають змішаний ефект і взаємодіють головним чином із сигнальними шляхами в шкірі.  
Ретиноїди третього покоління мають вузьку біологічну роль через їх обмежену структуру: адапален імітує ефекти ізотретиноїну,  бексаротен зв’язує лише рецептори ретиноїду X, а тазаротен зв’язує бета-форми рецепторів ретиноєвої кислоти та гамма-рецептори ретиноєвої кислоти. 
Єдиний ретиноїд четвертого покоління, трифаротен, вибірково зв’язується з рецептором RAR-y. Він був схвалений для використання в США в 2019 році. 

## Фармакокінетика
Основним джерелом ретиноїдів у раціоні людини є рослинні пігменти, такі як каротини та ретинілові ефіри тваринного походження.  Ретинілові ефіри транспортуються хіломікронним шляхом до печінки або жирової тканини, тоді як ретинол або каротини транспортуються з ентероцитів у печінку й перетворюються на ретинілові ефіри LRAT для зберігання.  Більшість синтетичних ретиноїдів всмоктуються при пероральному прийомі, тоді як місцеві ретиноїди не можуть дифундувати через непошкоджений шкірний бар’єр. 
Усі класи ретиноїдів зв’язуються з багатьма білками. Природні ретиноїди, такі як ретинол і ретинілові ефіри, зв’язуються з білками-носіями, такими як RBP4, хіломікрони та ЛПДНЩ, тоді як синтетичні ретиноїди, ймовірно, зв’язуються з цими та іншими білками.  Ретиноїди першого покоління швидко метаболізуються ферментами цитохрому р450, як правило, родини Cyp26.  Ретиноїди наступного покоління стійкі до метаболізму Cyp26 і залишаються в організмі набагато довше.

## Використання
Звичайні захворювання шкіри, які лікуються місцевими ретиноїдами, включають акне, псоріаз   і ефекти фотостаріння.   Крім того, ретиноїди використовуються для лікування деяких рідкісних захворювань шкіри, включаючи дискоїдний вовчак  і фунгоїдний мікоз.  У Японії ізотретиноїн можна використовувати для лікування нейробластоми , але він не схвалений в інших країнах через відсутність узгодженості в дослідженнях його ефективності.  Пероральні ретиноїди токсичні, вимагають постійного клінічного контролю, і схвалені для кількох захворювань, для яких зазначена токсичність є парадоксально корисною, включаючи гострий промієлоцитарний лейкоз, Т-клітинну лімфому шкіри та гетеротопну осифікацію. 

## Токсичність
Токсичні ефекти ретиноїдів виникають як при короткотривалому, так і при довготривалому прийомі, залежно від того, який ретиноїд розглядається. Специфічна токсичність пов'язана з механізмом дії, а також експозицією. Медичною ознакою хронічного або гострого отруєння ретинолом є гіпервітаміноз А, який включає наявність хворобливих чутливих набряків на довгих кістках. Також можуть виникати анорексія, ураження шкіри, випадання волосся, гепатоспленомегалія, набряк сосочка очного дна, кровотечі, загальне нездужання, псевдопухлина головного мозку та смерть.  Подібні ефекти спостерігаються з іншими ретиноїдами, за винятком 13-цис-ретиноєвої кислоти та її похідних, таких як адапален.
Ретиноїди провокують швидке підвищення циркулюючих тригліцеридів, що призводить до гіпертригліцеридемії, а також холестерину, що призводить до гіперхолестеринемії.  Також показано, що ретиноїди погіршують багато метаболічних захворювань, таких як діабет і застійна серцева недостатність. Масштабні рандомізовані контрольовані клінічні випробування переконливо показали, що вітамін А, ретинол та інші ретиноїди підвищують смертність і рівень раку.   На додаток до шкідливих ефектів, спільних з іншими ретиноїдами, бексаротен викликає важкий гіпотиреоз. 
Комітет з оцінки ризиків у сфері фармаконагляду (PRAC) на основі свого огляду підтвердив, що прийом пероральних ретиноїдів під час вагітності може мати шкідливий вплив на дитину, оскільки вони можуть спричинити пороки ЦНС, черепно-лицевої, серцево-судинної системи та інші.   Застосування ацитретину, алітретиноїну та ізотретиноїну слід заборонити жінкам дітородного віку, якщо вони не вживають заходів для запобігання вагітності.  Також слід виключити використання місцевих ретиноїдів під час вагітності та жінкам, які планують вагітність.
Багато лосьйонів "від розтяжок", містять ретинол, який є небезпечним інгредієнтом для вагітних жінок.   Асоціація Американської академії дерматології (AAD) рекомендує вагітним жінкам проконсультуватися з лікарем, перш ніж спробувати будь-які лосьйони або масла для профілактики розтяжок. 

## Дивіться також
- Гіпервітаміноз А